# ロングマン現代アメリカ英語辞典
『ロングマン現代アメリカ英語辞典』（ロングマンげんだいアメリカえいごじてん、Longman Advanced American Dictionary）は、Pearson Education が Longman のブランド名で発行しているアメリカ英語に特化した英英辞典である。

## 概要
ロングマン現代アメリカ英語辞典は、いわば、アメリカ英語に特化した『ロングマン現代英英辞典（LDOCE）』を目指して編集されており、辞書の特徴などは、『ロングマン現代英英辞典』と類似する点が多い。しかし、下記に示すようにアメリカ文化に関する項目も充実しており、LDOCEには無い特徴の一つとしてあげられる。
ロングマンによれば、この辞書は中級から上級向け辞書。略称として LAADと表記されることが多い。
同じ、ロングマンからは、アメリカ英語に特化した辞典として、
- Longman Dictionary of American English 『ロングマンアメリカ英語辞典』：中級向け
- Longman Study Dictionary of American English：中級向け
- Longman Basic Dictionary of American English：初級から中級向け
- Longman Photo Dictionary of American English：初級から中級向け
- Longman Longman Handy Learner's Dictionary of American English 『ロングマンハンディー英英辞典 米語版』：中級から上級

などが出版されている。
ロングマン英英辞典シリーズで、アメリカ英語向けの辞典は、黄色を基調に、赤色、青色の三色を使ったデザインになっている（一方、『ロングマン現代英英辞典』は、青色を基調にデザインされていたが、5訂版からは、青色と黄色を基調にしたデザインになっている）。
日本では桐原書店から発売されている。

## 特徴
「定義語彙の設定」、「頻度表示」などの特徴は、『ロングマン現代英英辞典』とほぼ同じなので、そちら以外の特徴を明記する。

### アメリカ英語を掲載
アメリカ英語だけのLongman American Corpusからコーパス分析に基づいた頻度順に語義が並べられているので、同じ単語の語彙でも『ロングマン現代英英辞典』とは異なる順番で語意が説明されていたり、アメリカ英語では使われていない語意は掲載されていない場合もある。

### アメリカ文化に関する項目
単にアメリカ英語の語彙の説明だけではなく、アメリカに関する有名人や固有名詞の説明など、百科辞典的な項目も掲載している。たとえば、人名としては、歴代のアメリカ大統領名や、アメリカでは著名な作家「アイン・ランド」なども紹介している。
つまり、LAADは、『ロングマン現代英英辞典』（Longman Dictionary of Contemporary English）と『ロングマン現代英英総合辞典―英語と文化情報』（Longman Dictionary of English Language and Culture）を組み合わせた、アメリカ英語に特化した英英辞典である。

## 改訂履歴
2訂版（LAAD2）
2008年
初版（LAAD1）
2000年